# Mackenzie Rosman
Mackenzie Rosman est une actrice américaine née le 28 décembre 1989 à Charleston en Caroline du Sud.

## Biographie

### Enfance et formation
Mackenzie Rosman est née le 28 décembre 1989 à Charleston.
Elle a vécu avec sa mère Donna, son beau-père Randy, sa demi-sœur Katelyn (1986-2008) qui était atteinte de la mucoviscidose et y a succombé.

### Carrière
Elle interprète le personnage de Rosie Camden dans la série télévisée Sept à la maison.
Elle jouait aussi dans le film Gideon (1999), dans le rôle de la petite Molly MacLemore.
En 2008, elle tourne dans le film Lord of the Light de Brian A. Metcalf.
En septembre 2013 elle pose pour le magazine Maximal.
En mars 2022, elle donne naissance à une petite fille, Ophélia.

## Filmographie
- 1996-2007 : Sept à la maison (7th Heaven), (série télévisée) : Rosie (Ruthie en VO) Camden
- 1999 : Gideon : Molly MacLemore
- 2008 : Proud American : Bree
- 2008 : Lord of the Light
- 2009 : The Tomb : Loreli
- 2010 : Fading of the Cries : Jill
- 2010 : La Vie secrète d'une ado ordinaire (The Secret Life of the American Teenager) : Zoé (4 épisodes)
- 2012 : Le Monde des anges : Marion Folden
- 2013 : Ghost Shark : Ava

## Distinctions
- Young Artist Awards 2004 : meilleure jeune actrice dans un second rôle dans une série télévisée pour Sept à la maison